# Kvissle, Skåne
Kvissle är en bebyggelse vid gränsen mellan Malmö och Svedala kommuner i Skåne län. Från 2015 avgränsar SCB här en småort.